# Zoran Smiljanić
Zoran Smiljanić, znan tudi pod psevdonimom Vittorio de la Croce, slovenski stripar, ilustrator, karikaturist, oblikovalec, scenarist in publicist. * 15. januar 1961, Postojna.
Je pripadnik t. i. tretje generacije avtorjev slovenskega stripa, ki so objavljali v reviji Mladina. Darko Macan je nekoč dejal, »da je Smiljanić verjetno najboljši scenarist za dolge zgodbe na področju bivše Jugoslavije« . Je avtor kultnega stripa Hardfuckers.

## Začetki ustvarjanja & Glasilo KLG
Leta 1980 je zaključil srednjo Šolo za oblikovanje v Ljubljani. Prvi strip Folk Against Rock je objavil leta 1981 v Glasilu KLG iz Kranja in že takrat predvidel zmago turbo folka nad rockom. V naslednjih letih si sledijo: Slava vojvodine Kranjske (1982), v katerem je bila na udaru gorenjska prestolnica, Hiša Metoda Trobca (1983) in Balada o treh baletkah in dveh vojakih (1984), stilska vaja v grobosti in nežnosti. Hiša Metoda Trobca v stripovskih krogih velja za enega Smiljanićevih boljših stripov. V njem na 22-ih straneh paralelno poda dve zgodbi, eno o serijskem morilcu Metodu Trobcu, ki išče svojo 'pot do ženskega srca' in drugo o nacistih, ki svojo pot že imajo, žensko srce pa jim je popolnoma odveč. V tem stripu je že prišla do izraza velika Smiljanićeva ljubezen do filma. Strip je doživel tudi distribucijo v takratnem jugoslovanskem prostoru. Strip je namreč poslal v Beograd na natečaj srbske stripovske edicije Vidiki, kjer je bil leta 1985 objavljen, malo pa je manjkalo, da bi bil tudi nagrajen.

## 1945& Katedra
Leta 1986 je pri Katedri izdal partizanski strip 1945, ki je bil popolnoma drugačen od takratnih stripov z isto tematiko. Glavni junaki so bili namreč negativci, trije četniki, ki se po koncu vojne poskušajo čez Gorenjsko prebiti na Zahod, med potjo pa mimogrede pobijejo »še par kesonov partizanov.«. Strip je sprožil kritike borcev, še posebej takratnega predsednika Socialistične zveze Jožeta Smoleta, ki je izjavil »da je popolnoma neprimeren, ker partizani v njem cepajo kot zajci.« Kaj hujšega se Smiljaniću takrat ni zgodilo, so pa od takrat naprej tudi politiki brali stripe, Smiljanić pa je začel uporabljati psevdonim Vittorio de la Croce. Tudi Kratki strip Kje je revolucija? (objavljen v prilogi Gorenjskega glasa leta 1987) je naletel na burne odzive in celo sprožil afero o rušenju kranjskih spomenikov.

## Hardfuckers& Mladina
Od leta 1987 je stripe bolj ali manj redno objavljal v reviji Mladina, kjer je skupno objavil okoli 800 tabel (strani). V dramatičnih letih osamosvajanja - med letoma 1987 in 1991 - je objavil več kot 200 stransko trilogijo Hardfuckers, v kateri je postavil nove standarde slovenskega stripa. Če je v zgodbi 1945 obravnaval našo polpreteklo zgodovino, pa se je v Hardfuckersih vrnil v surovo sedanjost oz. prihodnost, saj se vsaka zgodba dogaja eno leto kasneje, kot pa je bila narisana. Ker pa so se dogodki konec osemdesetih in v začetku devetdesetih vrstili z neverjetno naglico, je realnost, kot pravi Smiljanić sam, kmalu povozila fikcijo.
Leta 1992 je pričel z objavljanjem nostalgičnega stripa 1991, o zadnjem okupatorskem vojaku, ki je prespal umik JLA iz Slovenije. Gre za odo malemu človeku, ki je verjel v bratstvo in enotnost, Titovo Jugoslavijo in socializem.
Po mnenju mnogih Smiljanićev najboljši strip, v katerem skorajda ni nasilja in spolnosti.
Zato pa ju je toliko več v divjem stripu o II. svetovni vojni na naših tleh z naslovom 1943 (1995-1996), ki je svojevrstna parafraza kultnega vesterna Divja banda, režiserja Sama Peckinpaha. Glavni junak stripa je Pajk, skrivač, mešetar in vojni dobičkar, ki s svojo ravbarsko bando sodeluje tako z Lahi in domobranci kot s partizani. Smiljanić z napeto zgodbo, tekočimi dialogi in že znanim filmskim kadriranjem doseže, da se vseh 74 strani stripa prebere na dušek.
Med letoma 1993 in 1998 je risal serijo Družinske zgodbe, sestavljeno iz zgodb: Njunih dvajset let (1993), Railroad Crossing (1994), Deset dni, ki so spremenili svet (1995), Blok (1997) in Junak (1998).
Leta 1999 se je lotil stripa Zadnja vojna, o fiktivni vojni v Sloveniji med klerikalci in liberalci.
Leta 1999/2000 so večino njegovih stripov natisnili v štirih samostojnih albumih, ki skupaj štejejo več kot 600 strani. Za Mladino je narisal tudi okrog 20 naslovnic in številne druge ilustracije.

## Tretja generacija avtorjev slovenskega stripa
Smiljanić je pripadnik t. i. tretje generacije avtorjev slovenskega stripa, ki jih je v drugi polovici 80. let okoli revije Mladina zbral Ivo Štandeker. Objavljali so politično angažirane stripe, polne provokacij, nazornega nasilja, nebrzdane seksualnosti in ukvarjanja z realnostjo tukaj in zdaj. Poleg Smiljanića so avtorji tretje generacije še Tomaž Lavrič, Dušan Kastelic, Iztok Sitar, Gorazd Vahen, Zvonko Čoh in drugi.

## Plakat
Je avtor številnih plakatov, med opaznejšimi je bil Tedna mladih ne bo! iz leta 1987, ki je vznejevoljil generalštab v Beogradu. Oblikoval je plakata za slovenska celovečerna filma Ljubljana in Uglaševanje v režiji Igorja Šterka, ter plakata za Novi rock 1994 in Novi rock 3.0 (2011).

## Film
Smiljanić ljubezen do filmov s pridom uporablja v svojih stripih. O filmu je napisal tri knjige ter številne recenzije, kritike in članke. Po njegovem stripu Blok je režiser Dražen Štader posnel kratki igrani film Orgazmus, o enodnevni seksualni odisejadi še ne povsem dozorelega Luka, ki si brezupno želi prvega seksa. V filmu je Luka zaigral Gašper Jarni, njegovega očeta kar Smiljanić sam, mamo pa Zvezdana Mlakar.
Narisal je tudi storyboard za kratki igrani film Svobodna si. Odloči se. Mihe Mazzinija in promocijske stripe za filma Izhod (2013) in Idila (2015).

## Meksikajnarji
Ko je že kazalo, da je prenehal z risanjem stripov (zadnji je bil objavljen leta 1998), se je leta 2006 vrnil v velikem slogu z barvnimi Meksikajnarji, epsko sago o slovenskih prostovoljcih, ki so se v letih 1864-1867 v Mehiki borili za cesarja Maksimilijana, brata Franca Jožefa. Vzporedno spremljamo dve zgodbi: avtentično biografijo nesojenega cesarja Maksimilijana Habsburškega in fiktivno zgodbo kmečkega študenta Toneta Brusa, ki se udeleži vojaške ekspedicije v Mehiko. Zaravi obsežnosti projekta in ogromno raziskovalnega dela so Meksikajnarji nastali v sodelovanju s koscenaristom Marijanom Pušavcem. Z risarskega vidika je Smiljanić poleg raziskovanja izgleda takratnih oblek, lokacij, običajev, uniform, orožja ipd., tudi odpotoval v Mehiko in tam obiskal ključne lokacije kjer se je zgodba odvijala. Z risanjem in ročnim barvanjem v zamudni tehniki tempera/akvareli barvni svinčniki/tuš, je pričel leta 2004, končal pa 2016. Projekt je na koncu dosegel 330 strani in bil v prevodu izdan tudi v Avstriji (založba bahoe books).

## Objave & sodelovanja
V 80. in 90. letih letih je stripe objavljal tako v slovenskih kot jugoslovanskih časopisih in revijah: Naprej, Gorenjski Glas, Vidici, Yu-strip magazin, Pavliha, Delo, Problemi, Katedra in nazadnje v Mladini, kjer objavlja še dandanes. V novem tisočletju je objavljal tudi na Hrvaškem (Q magazin, Kvadrat), v Makedoniji (Kreator) in seveda v domovini (Strip Bumerang). Ilustracije, karikature in članke je objavljal v številnih revijah in publikacijah. Kot stalni sodelavec je sodeloval v revijah in časopisih Republika, Primorske novice, Oskar, PC & mediji, Escape, Premiera, Boni, Kinotečnik in Ekran, kjer je tudi član uredništva in v kateri redno objavlja članke, kritike in oglede.
Leta 2015 je po naročilu Muzeja in galerij mesta Ljubljane narisal stripovski album Spomini in sanje Kristine B. Ljubljana 1941–1945, ki je obeležil 70-letnico konca 2. svetovne vojne. Scenarij je delo dr. Blaža Vurnika, kustosa za novejšo zgodovino v MGML. Prikazuje odraščanje fiktivne deklice Kristine Babnik v času okupirane Ljubljane.

## Stripografija
- Folk against rock (Glasilo KLG, 1981)
- Slava vojvodine Kranjske (Glasilo KLG, 1982)
- Hiša Metoda Trobca (Glasilo KLG, 1983)
- Balada o treh baletkah in dveh vojakih (Glasilo KLG, 1984)
- Črna mačka[6] (1986)
- 1945 (Katedra, 1986-87)
- Hardfuckers 1 (Mladina, 1987-88)
- Hardfuckers 2 - Zokiju v spomin (Mladina, 1988-89)
- Hardfuckers 3 - Še pomnite, tovariši? (Mladina, 1989-1991)
- 1991; Zadnja vojna (Mladina, 1992) (COBISS)
- Družinske zgodbe: Njunih dvajset let (Mladina, 1993)
- Družinske zgodbe: Railroad Crossing (Mladina, 1994)
- Družinske zgodbe: Deset dni, ki so spremenili svet (Mladina, 1995)
- 1943 (Mladina, 1995-96)
- Družinske zgodbe: Blok (Mladina, 1997)
- Družinske zgodbe: Junak (Mladina, 1998)
- Zadnja vojna (Mladina, 1999)
- Meksikajnarji - prvi del: Miramar (Umco, 2006) (COBISS)
- Meksikajnarji - drugi del: Laibach (Umco, 2007 - 2008) (COBISS)
- Meksikajnarji - tretji del: Meksiko (Umco, 2011) (COBISS)
- Hardfuchers[7] (Buch, 2011) (COBISS)
- Slovenski klasiki v stripu[8] (Mladina & Forum, 2011; urednik Tomaž Lavrič) (COBISS)
- Družinske zgodbe (Buch, 2012)	(COBISS)
- Meksikajnarji - četrti del: Sierra Madre (Umco, 2013)
- Izhod, promocijski strip in plakat za film (Influenza d.o.o. / Influenz Pictures, 2013)
- Idila, promocijski strip za film (Blade Production, 2015)
- Spomini in sanje Kristine B. Ljubljana 1941–1945 (scenarij: dr. Blaž Vurnik, Muzej in galerije mesta Ljubljane, 2015, slovenska in angleška različica)  (COBISS)
- Meksikajnarji - peti del: Queretaro (Umco, 2016)
- Zadnji let Tonija Mrlaka (Mladina, 2017, serializirano) (Marijan Pušavec in Zoran Smiljanić)
- Zadnji let Tonija Mrlaka (Buch, 2017) (Marijan Pušavec in Zoran Smiljanić)
- Die Mexikaner - Band 1. Miramare (bahoe books, 2018) (Marijan Pušavec in Zoran Smiljanić)
- Ivan Cankar : podobe iz življenja (scenarij: dr. Blaž Vurnik, Forum in Muzej in galerije mesta Ljubljane, 2018)  (COBISS)
- Die Mexikaner - Band 2. Laibach (bahoe books, 2019) (Marijan Pušavec in Zoran Smiljanić)
- Die Mexikaner - Band 3. Mexico! (bahoe books, 2019) (Marijan Pušavec in Zoran Smiljanić)
- Die Mexikaner - Band 4. Sierra Madre (bahoe books, 2020) (Marijan Pušavec in Zoran Smiljanić)
- Črni plamen : požig Narodnega doma v Trstu (scenarij: Ivan Smiljanić, Založba ZRC, 2020)  (COBISS)
- La fiamma nera : il rogo del Narodni dom a Trieste (scenarij: Ivan Smiljanić, Qudu, 2021)
- Die Mexikaner - Band 5. Querétaro (bahoe books, 2021) (Marijan Pušavec in Zoran Smiljanić)
- Plečnik . (scenarij: dr. Blaž Vurnik, Forum in Muzej in galerije mesta Ljubljane, 2021)  (COBISS)
- Meksikajnarji - integralni natis (Buch, 2022)  (COBISS)
- Die schwarze Flamme (scenarij: Ivan Smiljanić, bahoe books, 2022)
- Plečnik . (v nemškem jeziku) (scenarij: dr. Blaž Vurnik, bahoe books, 2022)
- Plečnik . (v češkem jeziku) (scenarij: dr. Blaž Vurnik, Grada Publishing, 2022)  (COBISS)
- Plečnik . (v angleškem jeziku) (scenarij: dr. Blaž Vurnik, Forum in Muzej in galerije mesta Ljubljane, 2022)  (COBISS)
- Kajuh, pesnik partizan (Knjižnica Velenje, 2023) (Marijan Pušavec in Zoran Smiljanić)

### Izobraževalni stripi
- Bine Molj - za Osrednjo knjižnico Kranj (2003)
- Peter proti piratom – za Ministrstvo za informacijsko družbo (2004)
- Ustava v stripu – za Državni zbor (2011)
- Illustrated constitution : [an illustrated guide to the constitution of the Republic of Slovenia - a selection of articles] – Državni zbor (2019)
- La costituzione a fumetti : [la costituzione illustrata della Repubblica di Slovenia - selezioni di articoli] – Državni zbor (2019)
- Az alkotmány képregényben : [a Szlovén Köztársaság Alkotmánya illusztrációkban - válogatott cikkelyek] – Državni zbor (2019)

## Knjige
- Let's go! Why not?: divji filmi in divje življenje Sama Peckinpaha[9] (Fun, 1998) (COBISS)
- Spider-man ali stripovski junaki na filmskem platnu[10] (Umco, 2002) (COBISS)
- Prisluškovanja: 100 najboljših soundtrackov[10] (še neizdano)

## Razstave stripov
- Vinkovci (1987)
- Galerija ŠKUC (1988) s Felixom Casiom)
- Bienale mladih sredozemskih ustvarjalcev, Bologna (1988)
- Crvena galerija, Sarajevo (1990)
- Mednarodna potujoča razstava Signed By War, sklad AWA iz Nizozemske (1994)
- Slovenski strip v Celju (1996)
- Festival strip revije Babel v Atenah in Patrasu (Grčija,1999/2000)
- Mladinski center v Celju (2002) samostojna razstava
- 4. salon stripa v Velesu (Makedonija) november 2006
- Slovenski strip (Celje, 2006)
- Knjigarna Antika (Celje, april 2008)
- Knjigarna Antika (Celje, oktober 2008)
- Celjski grad, galerija (april 2008)
- KUD France Prešeren (Slovenski klasiki) 2009
- KUD France Prešeren (Meksikajnarji) 2009
- CRŠ Zagreb (november 2009)
- Celjski grad, galerija (oktober 2010)
- Mestna galerija Ljubljana (razstava Risba v stripu na Slovenskem, julij – oktober 2011)
- Layerjeva hiša, Kranj (marec - april 2012)
- Umetnostna galerija Maribor, stripovska razstava Stripovski junaki rešujejo Evropo (junij-julij, 2012) + avtor plakata
- Mestna knjižnica Ljubljana (samostojna razstava - julij, 2012)
- Galerija Skrinja Maribor (samostojna razstava - september 2012)
- Galerija Vžigalica (razstava Spomini in sanje Kristine B., Ljubljana 1941–1945, april 2015)

## Nagrade
zapisano je le nekaj zadnjih nagrad
- Častni hudi maček za izreden prispevek k stripovski umetnosti (1. Grossmannov festival fantastike in stripa, 2019)
- Zlatirepec za najboljši izvirni strip v slovenščini med 30. septembrom 2018 in 1.oktobrom 2019 (3. TINTA festival stripa Ljubljana, 2019)